# 圣但尼孔巴尔纳扎
圣但尼孔巴尔纳扎（法語：Saint-Denis-Combarnazat，法語發音：[sɛ̃ dəni kɔ̃baʁnaza]）是法国多姆山省的一个市镇，位于该省北部，属于里永区。

## 地理
圣但尼孔巴尔纳扎（45°58'58"N, 3°21'0"E）面积10.21 平方千米，位于法国奥弗涅-罗讷-阿尔卑斯大区多姆山省，该省份为法国中南部省份，北起阿列省接壤，东临卢瓦尔省，南至上盧瓦爾省和康塔爾省，西接科雷兹省和克勒兹省。
与圣但尼孔巴尔纳扎接壤的市镇（或旧市镇、城区）包括：博蒙莱朗当、吕济亚、朗当、圣安德烈勒科克、圣克莱芒德雷尼亚。
圣但尼孔巴尔纳扎的时区为UTC+01:00、UTC+02:00（夏令时）。

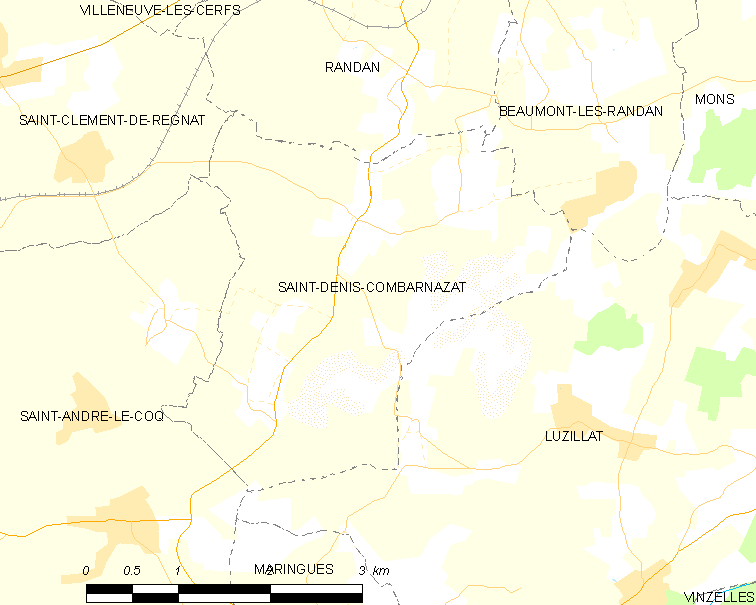
圣但尼孔巴尔纳扎的OSM定位图

## 行政
圣但尼孔巴尔纳扎的邮政编码为63310，INSEE市镇编码为63333。

## 政治
圣但尼孔巴尔纳扎所属的省级选区为马兰格县。

## 人口

1962-2008年间圣但尼孔巴尔纳扎人口变化图示

圣但尼孔巴尔纳扎于2022年1月1日时的人口数量为247人。